# Dermatoom (huidmes)

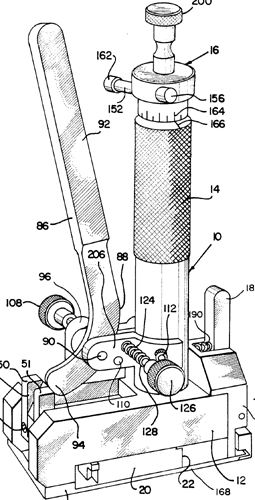
Diagram van een dermatoom

Een dermatoom (letterlijk huidsnijder) is een chirurgisch instrument om dunne plakken huid van een donorgebied af te halen om er een huidtransplantatie mee uit te voeren. Het meest wordt deze techniek gebruikt om huid te reconstrueren die beschadigd is door derdegraads brandwonden of verwonding.
Dermatomen worden met de hand, elektrisch of pneumatisch aangedreven. De eerste trommeldermatoom, ontwikkeld in de jaren dertig van de twintigste eeuw, werd met de hand aangedreven. Hierna verschenen dermatomen die met luchtdruk werden aangedreven, zoals de Browndermatoom, met hogere snelheid en precisie. Elektrische dermatomen kunnen dunnere en langere huidstrips afsnijden met een meer homogene dikte.

## Losse-hand messen
Dit zijn handdermatomen die meestal als mes of scalpel aangeduid. Het nadeel hiervan is dat de huidlappen vaak onregelmatige randen hebben en een variërende dikte. Er is veel ervaring nodig voor deze techniek.

## Types van dermatomen

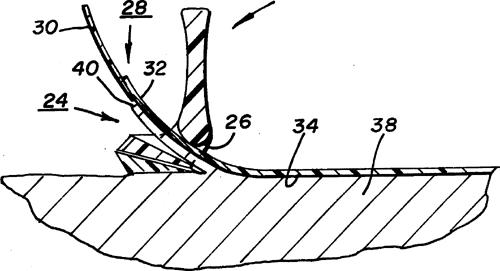
Zijaanzicht van een trommeldermatoom waarvan het blad (24) een huidlap (38 en 40) verwijdert.

Er zijn meerdere types dermatomen, gewoonlijk genoemd naar hun uitvinder.

### Messen
- Blair/Brownmes.
- Braithwaitemes.
- Cobbettmes, een modificatie van het Braithwaitemes.
- Goulian/Weckmes.
- Humbymes, lijkend op het Blairmes, maar met een instelbare roller om de dikte van de huidlap in te stellen.[2]
- Silvers miniatuurmes, ideaal voor het oogsten van kleine huidlappen.
- Watsonmes, ook een modificatie van het Braithwaitemes.

### Trommel
- Padgettdermatoom, was de eerste trommeldermatoom, werd handmatig bediend.
- Reesedermatoom.

### Elektrisch
- Browndermatoom, de eerste motoraangedreven dermatoom die ontwikkeld is, meestal gebruikt voor grote huidtransplantaties.
- Castroviejo-dermatoom, ook elektrisch aangedreven, is een precisiedermatoom met een smalle kop en instelbare dikte; wordt meestal gebruikt voor slijmvliestransplantaties.

### Lucht
- Luchtdermatoom, de tegenwoordig meest gebruikte dermatoom, meestal gebruikt voor grote huidtransplantaties.[3]